# مورین مک‌کورمیک
 مورین مک‌کورمیک (انگلیسی: Maureen McCormick؛ زادهٔ ۵ اوت ۱۹۵۶) یک هنرپیشه، و خواننده اهل ایالات متحده آمریکا است. وی از سال ۱۹۶۴ میلادی تاکنون مشغول فعالیت بوده‌است.
از فیلم‌های معروف او می‌توان به بازی در فیلم اسکیت‌تاون و بازگشت به وحشت بالا اشاره کرد.